# Clancy Wiggum
Clancy Wiggum er en fiktiv person fra The Simpsons-universet. Han bliver til daglig kaldt "chief Wiggum".
Han er gift med Sarah Wiggum og er far til Ralph Wiggum.
Selv om han har den høje stilling som politichef i Springfield, er han meget inkompetent. Han opfatter det som en forbrydelse at vække en politibetjent og er generelt ligeglad med nødopkald fra borgere.
Han er blevet fyret flere gange. En enkelt gang fordi han brugte et politivåben til at forsøge at skyde en pinata. Han bliver dog altid ansat igen. Efter Homer Simpson havde været politichef og næsten slået ihjel, gav han sit skilt til Wiggum. "Det var sådan jeg fik jobbet første gang", bemærker Wiggum bagefter.
Hans stemme indtales af Hank Azaria.